# United Buddy Bears
United Buddy Bears naslikane su skulpture medvjeda u Berlinu načinjene od fiberglasa koje su osmislili Klaus i Eva Herlitz u suradnji s kiparom Romanom Stroblom. Oko 140 buddy medvjeda (svaki visok 2 m) predstavlja 140 zemalja priznatih od Ujedinjenih naroda. Od prve izložbe u Berlinu 2002. godine dobili su više od 45 milijuna posjetitelja. Svakog Buddy medvjeda je dizajnirao umjetnik u ime svoje domovine.
Do kraja 2018. godine više od 2 500 000 eura prikupljeno je kroz donacije i aukcije za pomoć UNICEF-ovim i lokalnim organizacijama za pomoć djeci.
Buddy medvjedi stoje zajedno, s «rukom u ruci», u krugu mira, promovirajući toleranciju i razumijevanje između različitih naroda, kultura i religija.

## Galerija
- Berlin 2006.
- Beč 2006.
- Kairo 2007.
- Jeruzalem 2007.
- Buenos Aires 2009.
- Astana 2010.

- Helsinki 2010.
- Sofija 2011.
- Kuala Lumpur 2012.
- Sankt Peterburg 2012, Eva + Klaus Herlitz.
- Pariz 2012.
- Rio de Janeiro
 Copacabana 2014.

- Havana 2015.
- Santiago de Chile 2015.
- Berlin 2017/18.
- Gvatemala 2019.
- Berlin Tierpark 2020/2023.
- Ljubljana[1] 2024

## Vanjske poveznice
- Službena internet prezentacija United Buddy Bears